# 逆向蒙特卡罗方法
逆向蒙特卡罗方法（英語：Reverse Monte Carlo method），是标准Metropolis-Hastings算法的变体，用于解决逆向问题，即调节模型使其参数与实验数据达到最大的一致性。在科学和数学的分支中经常遇到逆向问题，然而这一方法可能更广泛地应用于凝聚态物理学和固体化学。

## 在凝聚态科学中的应用

### 基本方法
这一方法经常出现在凝聚态物理学中，生成与实验数据相对应的原子结构模型或是某种限制条件下的物态。

初始的结构是周期性边界条件下N个原子组成的晶胞。基于这一构型可计算一个或一个以上的可测量参数。常用的可测量参数包括对分布函数及其傅里叶变换形式，后者可由中子或x射线衍射直接获得实验数值。其余还有晶体材料的布拉格衍射参数和扩展x射线吸收精细结构参数。实验值与模拟值的比较由以下函数形式量化
χ2 = ∑ (yobs − ycalc)2 / σ2 
其中yobs和ycalc分别为观测值（实验值）和计算值（模拟值）， σ是测量精度。

根据观测值，随机选取原子进行随机运动。将这一过程重复迭代，使得χ2变大或变小。当χ2最小时，可认为体系处于平衡状态。

### 应用
逆向蒙特卡罗方法由McGreevy和Pusztai于1988年提出用于凝聚态问题的研究。多年来这一直是液态和非晶态材料研究中，获得结构模型的唯一方法。